# Xã Oliver Springs, Quận Crawford, Arkansas
Xã Oliver Springs (tiếng Anh: Oliver Springs Township) là một xã thuộc quận Crawford, tiểu bang Arkansas, Hoa Kỳ. Năm 2010, dân số của xã này là 1.730 người.